# Guglielmo Pietro I di Ventimiglia
Guglielmo Pietro I conte di Ventimiglia (1230 – ante novembre 1283) è stato un politico e militare italiano, figlio di Guglielmo II, signore della città di Ventimiglia sin all'accordo con Genova del 30 luglio 1249.

## Biografia

### Lo scacchiere mediterraneo
Con un trattato del 1249 - tra Genova e i conti di Ventimiglia - fu riconosciuto l'alto dominio della repubblica marinara sulla città di Ventimiglia, ma pur la restituzione ai conti del palazzo-fortezza cittadino, mentre gli zii Emanuele – Capitano della Pars ghibellina di Ventimiglia – e Oberto, cedettero i propri diritti sulla città soltanto nel 1251 e 1255.
Guglielmo Pietro – alla morte del padre nel 1256 - mantiene in ogni caso, come vassallo di Genova, i distretti e castelli di Roccabruna, Sainte-Agnes, Codolis, Gorbio, Castellar, Tenda, Briga, Castiglione, La Menour, Quous e Val Lantosque. Oberto Ventimiglia – e poi suo figlio Bonifacio - mantengono il controllo del comitato di Bussana; i cugini discendenti di Enrico, zio di Guglielmo IV, il comitato del Maro – ossia gran parte della contea episcopale di Albenga, nonché il relativo feudo delle decime ecclesiastiche -.

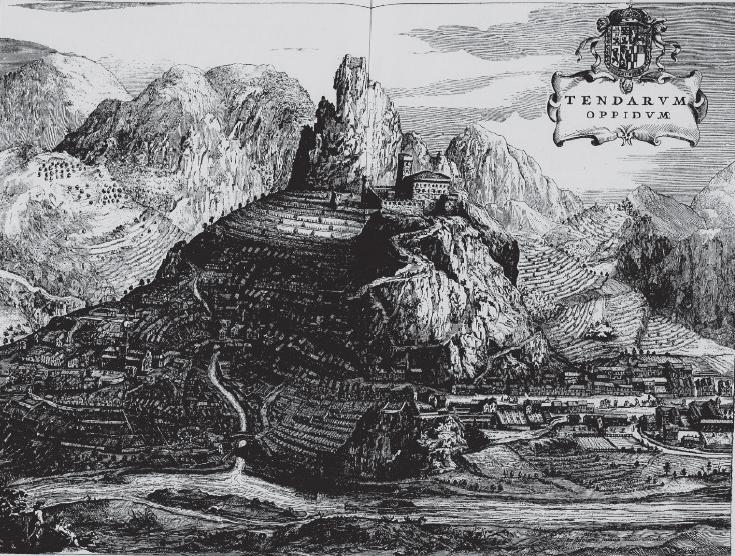
La città e rocca di Tenda in una stampa del XVII sec.

Guglielmo Pietro, il fratello Pietro Balbo e i cugini Giorgio e Bonifacio, stipulano un'alleanza con Genova nel 1254. Il 30 settembre 1259 interviene una transazione con il fratello Pietro Balbo e il Comune di Tenda. Nel luglio del 1261, Guglielmo Pietro è inviato fra i comandanti di una flotta genovese che pone fine all'Impero Latino di Costantinopoli e impone sul trono Michele VIII Paleologo, a seguito del Trattato di Ninfeo. Michele ha eliminato dalla successione legittima Giovanni IV Lascaris, imperatore di Nicea, che è accecato e estromesso dall'eredità paterna. Lo stesso giorno dell'ingresso in Costantinopoli di Bizantini e Genovesi – il 25 luglio – Guglielmo Pietro celebra il matrimonio con l'infanta Eudossia Lascaris – sorella di Giovanni IV – la quale all'epoca non ha più di tredici anni.
Guglielmo Pietro, probabilmente nel marzo 1261, era stato liberato dalle prigioni dell'imperatore Michele VIII Paleologo, a seguito della trattativa con Genova – richiamata in una epistola imperiale alla Repubblica - e al punto 14. del Trattato di Ninfeo, che prevedeva esplicitamente la liberazione dei prigionieri genovesi detenuti nelle carceri greche. La prigionia del conte di Ventimiglia – risalente “al tempo della guerra” nella epistola di Michele - è stato ipotizzato che fosse iniziata a fine autunno del 1259, quando l'esercito di Guglielmo II di Villehardouin, principe d'Acaia, era stato sbaragliato dagli imperiali a Pelagonia, in Macedonia. Nell'esercito latino era infatti presente il contingente di 400 'lance' inviato da re Manfredi di Svevia, interessato ad ampliare i suoi possedimenti di Cefalonia e Epiro. L'ipotesi è plausibile, poiché il regno di Manfredi, come meglio osserveremo con il ramo dei Ventimiglia del Maro, fu rinforzato da una presenza 'corale' dei conti di Ventimiglia, consanguinei del sovrano siciliano. Inoltre, un documento del 1258 - andato disperso ma citato da storici del Seicento - avrebbe visto Guglielmo Pietro alla corte di Manfredi di Svevia, testimone alla nomina del Vicario generale di Sicilia, il comune congiunto Federico Lancia .
Il Trattato di Ninfeo metteva a disposizione dell'imperatore bizantino il servizio armato di cinquanta galere genovesi per un mese l'anno – a spese dei Greci – in cambio di ampi privilegi commerciali e giurisdizionali, inoltre ai Genovesi andava la città e porto di Smirne, il castello ex-veneziano in Costantinopoli e il pagamento di un tributo annuo di 560 iperperi. La cantieristica navale genevose necessitava delle foreste ponentine controllate dai conti di Ventimiglia e del Maro, così come degli ingenti rifornimenti di grano che questi procuravano dalla Sicilia. Più in generale l'appoggio dei governanti genovesi al conte Guglielmo Pietro – e il suo matrimonio con la porfirogenita Eudossia - rientrava nella politica di avvicinamento alle posizioni ghibelline rappresentate da Manfredi di Svevia, da contrapporre alla pressione angioina ai confini del Ponente. Politica che si svilupperà sino alla Guerra del Vespro, dove i Ventimiglia continueranno a recitare un ruolo rilevante. Di fatto il conte fu liberato dalle prigioni greche, e fu combinato il matrimonio con Eudossia Lascaris, includente ricchi doni e la dote di ventimila iperperi per Guglielmo Pietro.

### L'alleanza con gli Svevi e re Alfonso X di Castiglia
Il matrimonio di Guglielmo Pietro con l'erede di alcuni diritti sull'Impero d'Oriente, poneva il conte di Ventimiglia al centro di un intricato gioco diplomatico, dove il Ventimiglia assunse il ruolo di rappresentante degli interessi castigliani di Alfonso X il Saggio, nipote di Federico II di Svevia tramite la madre Beatrice di Svevia. Il sovrano castigliano, eletto Re dei Romani, aspirava alla corona imperiale e i Ventimiglia ne favorivano le trame diplomatiche e militari per contrastare l'egemonia angioina in Liguria e Piemonte.
Un protocollo notarile del 1264 ci informa che Guglielmo Pietro, in Genova, raccoglieva finanziamenti e si poneva come garante per la restituzione dei prestiti dei banchieri genovesi al sovrano castigliano, in particolare per 589 dobloni (2344 genovini d'oro). Ugo Vento - di famiglia vassalla dei Conti di Ventimiglia per i castelli di Mentone e Roccabruna - era contestualmente nominato Grande Ammiraglio del Regno di Castiglia. Al 31 marzo 1268 risale un contratto di cambio tra il conte Guglielmo Pietro - affiancato dal socio Borgognone Embriaci - e i soci Israele di Giacomo Vento e Bartolino Silvagno, in cui il conte di Ventimiglia dichiara di aver ricevuto 600 lire genovesi e si impegna a pagare in Murcia 3600 bisanti, con la clausola di corrispondere ulteriori soldi 5 e denari 6 di Genova per ogni bisante eventualmente non restituito in Spagna. L'atto è interessante poiché prova il legame dei Conti di Ventimiglia con il casato patrizio degli Embriaci - mercanti di pannilana e signori feudali in Terrasanta -. Nonché con i Vento, come gli Embriaci, Doria, Castro e Spinola, appartenenti al clan-albergo dei Della Volta, formato da famiglie discendenti dai Visconti di Genova, dominanti, per larga parte dei secoli XII-XIII, la Compagna genovese e l'attività commerciale e bancaria di questa repubblica.

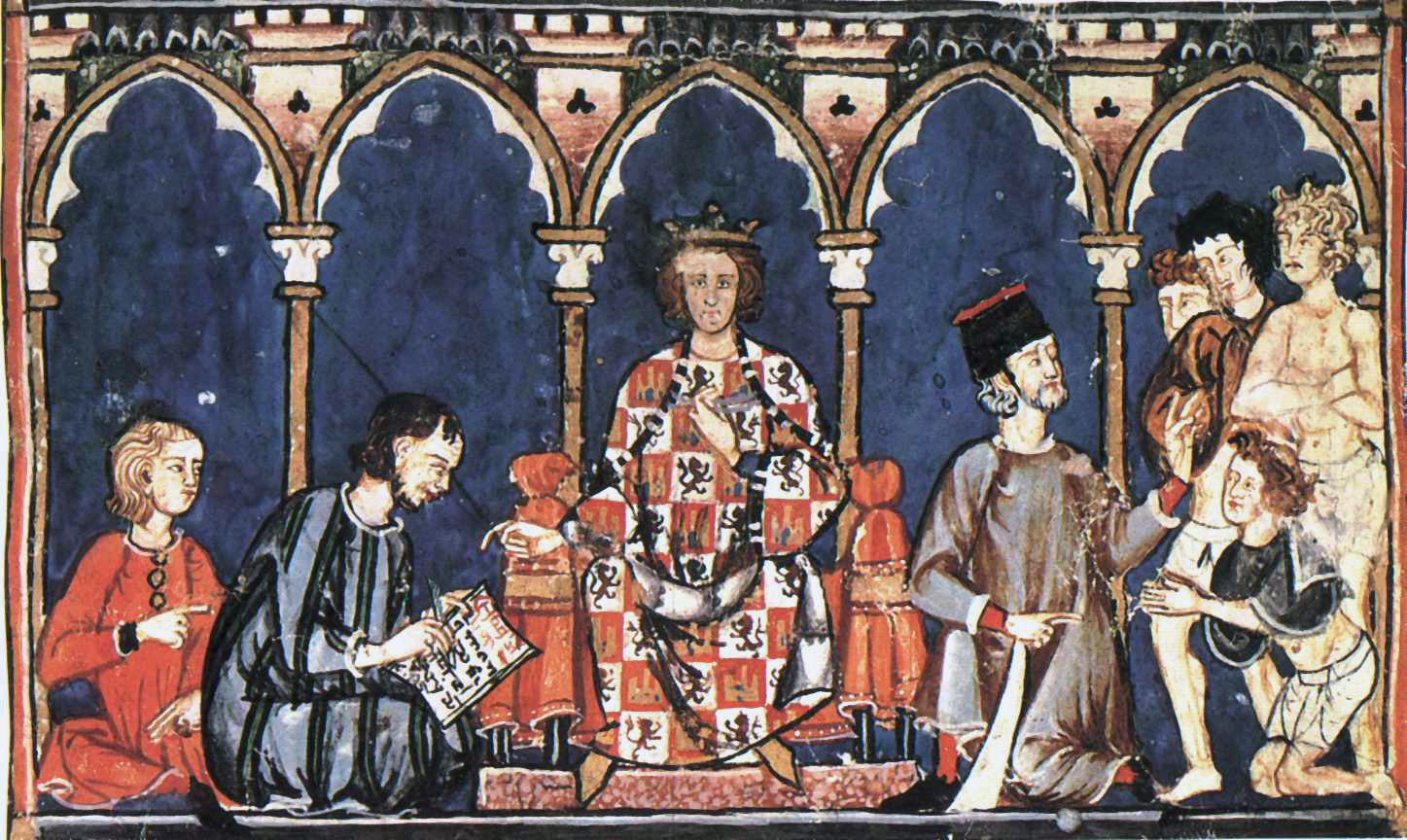
La corte di re Alfonso X di Castiglia, in cui operarono Guglielmo Pietro I di Ventimiglia e suo cugino Enrico II, conte di Ischia e del Maro.

Ancora nel 1271, Guglielmo Pietro svolgeva la funzione di mediatore tra Bisanzio, interessato a contrastare le mire di Carlo d'Angiò su Costantinopoli, e il Regno di Castiglia, dove presto erediterà tali uffici la figlia Vatatza. Intorno al giugno-luglio 1271, Alfonso X il Saggio, re di Castiglia, invia come ambasciatore Guglielmo Pietro di Ventimiglia – insieme al frate domenicano Oddomario – al comune di Pavia e alla Lega Ghibellina. Lo scopo è ratificare il trattato di alleanza con i Lombardi, nonché definire il riconoscimento del sovrano iberico come nuovo imperatore. Alfonso in cambio si impegnava a inviare – entro il marzo 1272 - mille armati per appoggiare le operazioni militari dei Ghibellini. Il trattato fu sancito da una solenne cerimonia pubblica – a cui probabilmente non fu estraneo Enrico II Ventimiglia del Maro, cugino di Guglielmo Pietro e capo della delegazione dei Lombardi -. Le comunità lombarde si apprestarono a nominare i propri rappresentanti, i quali l'ultimo giorno di luglio partirono per la Castiglia, allo scopo di giurare fedeltà a Alfonso. I delegati eletti dal Comune di Pavia furono il giudice Laurengo de' Bucentauri e Gualterone. Mentre per quelli dei fuorusciti – Partes extrinsece dei comuni dominati dai guelfi filo-angioini - partirono: Buoso da Dovara per Cremona, Ubertino Landi per Piacenza, Giacomo Tavernerio per Parma, Giacomo Tizone per Vercelli, Ribaldo Garnone per Tortona, Torello Tornielli per Novara, oltre al rappresentante dei Lodigiani.

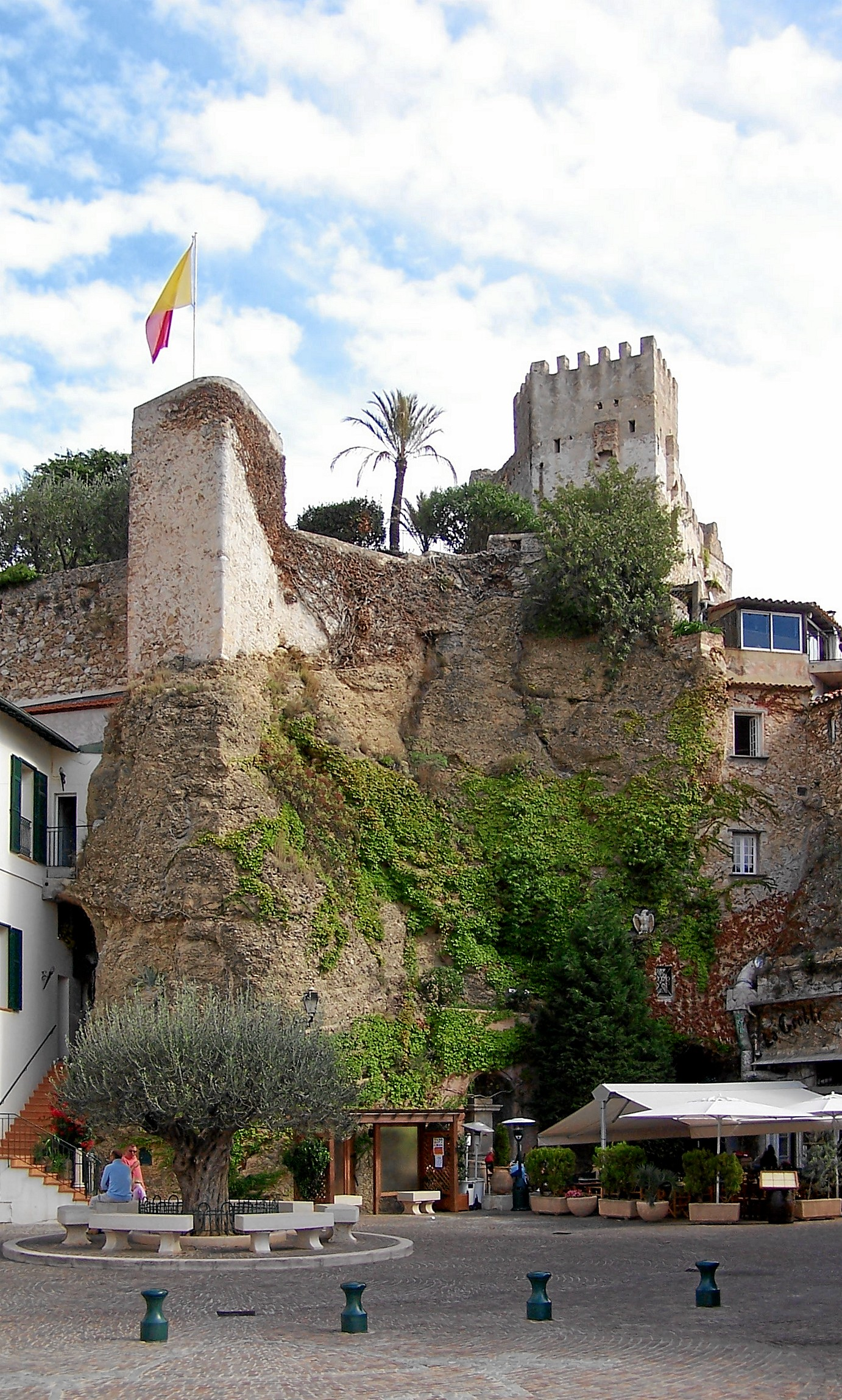
Il castello di Roccabruna, secondo la tradizione fondato da Corrado I conte di Ventimiglia nel X secolo

### La riorganizzazione della Contea di Ventimiglia e Tenda
Il 30 settembre 1274 – nel castello di San Giorgio di Saorgio - i fratelli Pietro Balbo e Guglielmo Pietro definiscono l'amministrazione giudiziaria con il Comune di Briga. Il Comune di Mondovì – il 23 febbraio 1276 – stringe alleanza coi signori di Bovice, obbligandosi di difendere il loro castello, anche a nome dei Conti di Ventimiglia, Marchesi di Monferrato, Saluzzo e Ceva, dei Pavesi, Astigiani e Genovesi. Nel 1276 Pietro Balbo di Ventimiglia, conte di Limone, autorizza agli uomini dì detto luogo la pubblicazione degli statuti. Il 15 giugno 1276, Giacomo Spinola, inviato in qualità di vicario nella Riviera di Ponente per continuare la guerra contro Carlo I d'Angiò, ordina a Pietro Balbo e Oberto, conti di Ventimiglia, e al podestà e ai signori di Ormea, sotto pena di libbre 500 di genovini, di non impedire alle persone e bestiami, spettanti alle monache di S. Maria de Pogliola nel territorio di Morozzo, il libero uso dei pascoli nelle alpi di detto luogo.
I podestà di Andora e Oneglia, Inghetto di Negro e Nicolò Spinola, pubblicano il bando del Podestà e Capitani di Genova secondo cui - persistendo i Conti di Ventimiglia a non adempiere le clausole della pace, e in particolar non restituendo i castelli di Briga e Castiglione – i conti medesimi incorreranno nel bando, pertanto gli uomini di Andora e Oneglia non dovranno sostenerli in alcun modo.)
Pietro Balbo, anche a nome del fratello e del nipote Guglielmo VIII Ventimiglia, il 17 marzo 1278, stipula una pace con il siniscalco di Provenza rappresentante del re Carlo I d'Angiò. Otto giorni dopo, il 25 marzo Carlo d'Angiò scrive al siniscalco di Provenza Guglielmo de Alneto, dandogli facoltà di affrontare ogni spesa e porre qualsiasi taglia per avere, vivo o morto, Pietro Balbo conte di Ventimiglia.
Il 21 agosto 1278, Pietro Balbo conte di Ventimiglia e Filippo dei Gastaldi, agente per il Comune di Cuneo, firmano la pace con i seguenti patti: che dovesse d'ora in poi esser pace e fratellanza fra detto Pietro Balbo - e per gli uomini del contado di Ventimiglia, abitanti nei luoghi di Tenda, Briga, Saorgio, Breglio, Pigna, Rocchetta, Castellaro, Bussana, Limone e Vernante - ed il Comune di Cuneo, in modo che una parte fosse tenuta a dare aiuto all'altra, eccetto contro gli Astigiani, il re di Sicilia, il di lui figlio principe di Salerno, loro successori nel contado di Provenza, e Genovesi. Che occorrendo di far guerra, detto conte fosse in obbligo di fornire ottanta balestrieri per ciascun anno in servizio dei Cuneesi, il simile facessero i Cuneesi in riguardo di detti conti e contado di Ventimiglia, mandando 80 uomini di armi, pagati per 15 giorni, con obbligo di accrescerne il numero ogni qualvolta necessitasse. Presta garanzia il Comune di Mondovì. In Cuneo.. Il 5 ottobre 1281 trovasi cenno di una pace, seguita tra i conti di Ventimiglia e i Grimaldi.
Il 20 agosto 1282 Guglielmo Pietro e Pietro Balbo definiscono alcune zone d'influenza territoriale all'interno della contea. Guglielmo Pietro il 9 giugno 1283 si accorda con il Comune di Briga sullo sfruttamento dei boschi. Guglielmo Pietro, conte di Ventimiglia, risulta deceduto avanti il novembre del 1283.

## Discendenza
Guglielmo Pietro dalla moglie Eudossia ebbe:
- Giovanni I, detto Lascaris come erede dei diritti sull'Impero d'Oriente, conte di Ventimiglia, Val Lantosque, Tenda, Limone, Vernante e Bussana
- Giacomo, conte di Ventimiglia
- Otto, vescovo di Ventimiglia
- Beatrice, che si maritò con Guglielmo di Moncada, figlio di Raimondo signore di Fraga. I Moncada riconoscono a Beatrice di Ventimiglia – alla presenza di Eudossia e del re Pietro - l'enorme dote di millecinquecento marche d'argento, con contratti stipulati il 13 aprile 1282 e il 1º giugno 1282, garantendone il valore con la città, castello e porto di Tortosa, da loro posseduti.[11]
- Vatatza
- Lucrezia
- Violante, signora di Foradada, Campo, Navarri e Pallaruelo, fu sposa di Ximeno Cornell e in seconde nozze di Guglielmo conte di Ribagorza, dando vita alla dinastia dei Lascaris/Lascorz di Ribagorza.[12]